# Rosenlund
Rosenlund – miejscowość (tätort) w Szwecji, w regionie administracyjnym (län) Västra Götaland, w gminie Tranemo.
Według danych Szwedzkiego Urzędu Statystycznego liczba ludności wyniosła: 329 (31 grudnia 2015), 305 (31 grudnia 2018) i 305 (31 grudnia 2019).